# Рудольф Бауер (художник)
Александр Ґеорґ Рудольф Бауер (нім. Rudolf Bauer; 11 лютого 1889, Лінденвольде, Сілезія, Німецька імперія (нині Вижиськ, Польща) — 28 листопада 1953, Діл, Нью-Джерсі, США) — німецький художник. Один з основоположників абстракціонізму, картини якого поклали початок колекції безпредметного мистецтва Соломона Гуггенхайма. Член групи авангардистів «Der Sturm».

## Життєпис
У 1890-х його сім'я переїхала в Берлін. З раннього віку захоплювався мистецтвом. Батьки перешкоджали його заняттям живописом. Одного разу він висловив бажання піти в художню школу, проте батько, незадоволений таким вибором, побив Рудольфа так жорстоко, що хлопець втік із дому.
У 1905 році Бауер почав навчатись у художній школі в Шарлоттенбурзі, передмісті Берліна, але вже через кілька місяців змушений був покинути її і продовжувати свою освіту самостійно.
Бауер працював карикатуристом в популярних виданнях «Berliner Tageblatt», «Ulk» і «Le Figaro» та інших.
З 1912 до 1920-х він співпрацював з журналом «Der Sturm», який видавав Герварт Вальден, і з однойменною галереєю, що були у той час флагманами авангардних напрямів мистецтва Німеччини та Австрії: кубізму, дадаїзму, футуризму і експресіонізму. Серед художників, що виставлялися в «Дер Штурмі» були Василь Кандинський, Франц Марк, Оскар Кокошка, Марк Шагал, Пауль Клее та інші.
У 1915 році Бауер вперше взяв участь в груповій виставці. Перша персональна виставка відбулася в 1917 році в галереї «Der Sturm» і включала 120 абстрактних картин.
До 1916 року художник майже повністю відмовився від предметного мистецтва і перейшов до абстрактних тем. У цей період він відчуває на собі помітний вплив Кандинського.
Після закінчення Першої світової війни Бауер став одним із засновників радикальної «Листопадової групи», проте співпраця з нею мала епізодичний характер. У 1918 році написав першу важливу теоретичну працю «Космічний рух». Тоді ж відбулася його друга персональна виставка в галереї «Der Sturm».
Ім'я Бауера в історії мистецтва пов'язане з двома людьми: Соломоном Гуггенхаймом і Гіллою фон Рибай, засновницею і першою директоркою Музею Гуггенхайма.
У 1917 році він познайомився з німецькою художницею-абстракціоністкою Хіллою фон Рибай і вони почали зустрічатись. У 1919 році молода пара переїхала у власну студію в фешенебельному районі Берліна. З цього починаються їх бурхливі відносини, які тривали практично все життя. Спільно з художниками В. Кандинським і О. Небелем вони розробили концепцію галереї абстрактного мистецтва. Згодом — Фонд Гуггенхейма.
На початку 1920-х Бауер був захоплений творчістю російських конструктивістів, а також голландської групи «Стиль» (De Stijl). До 1922 року його роботи експонувались біля восьми разів у галереї Der Sturm. З 1918 року він викладав в школі при Der Sturm, де викладачем був також Пауль Клее.
Цей період був плідним для художника. Окрім абстрактних картин він завершив серію пастельних малюнків, що зображають жахи війни і сцени з повсякденного життя у післявоєнному Берліні.
У 1920 році колекціонер сучасного мистецтва Катерина Дреєр відвідала Берлін і купила кілька робіт Бауера, в тому числі Andante V (нині колекції в Художньої галереї Єльського університету).
У 1930 році Соломон Гуггенхайм відвідав Берлін, і вражений картинами Баєра, купив кілька нових його робіт, а також надав йому стипендію, що дозволило Бауеру відкрити власний художній салон в Берліні для представлення своїх полотен і робіт інших художників-абстракціоністов. Названа Бауером «Імперією Духа» (Das Geistreich), галерея була задумана як «храм необ'єктності», куди будуть приходити багаті покупці-колекціонери. Це був перший в світі музей, присвячений безпредметності, що презентував переважно роботи Бауера і Кандинського. У 1935 році опублікував маніфест «Eppure Si Muove» («And Still It Moves»).
Роботи Бауера за 1938 рік були включені нацистами до списку «дегенеративного мистецтва» і показані на однойменній виставці в Мюнхені.
У березні 1938 року, після повернення Бауера з виставки його робіт в Парижі, художник був заарештований нацистським урядом за його «дегенеративне мистецтво» і звинувачений в спекуляціях на чорному ринку мистецтва.
Художник провів у в'язниці гестапо декілька місяців, поки Рибай і Гуггенхайм докладали всіх зусиль, щоб звільнити його. Під час перебування у в'язниці він створив на клаптиках паперу кілька десятків абстрактних малюнків.
У липні 1939 року Бауер емігрував в США. Прибувши в Нью-Йорк, отримав багато запрошень читати лекції на тему безпредметності, в тому числі, від Гарвардського і Єльського університетів.
Гуггенхайм запропонував Бауеру контракт і той, неправильно розуміючи сенс договору, написаного англійською, підписав документ. Він думав, що повинен одноразово отримати оплату за 110 картин, які вже були виставлені в Музеї Гуггенхайма. Натомість Гуггенхейм помістив суму 300 000 $ в довірче управління, із зобов'язанням забезпечувати Бауера щомісячною стипендією. Художник був зобов'язаний всі свої майбутні роботи передавати Фонду. Після цього до кінця життя Бауер не створював картин, мабуть, не бажаючи, щоб Фонд отримував вигоду від його робіт.
Помер 28 листопада 1953 року від раку легенів.